# Germán Ignacio Riesco
Germán Ignacio Riesco Errázuriz (Santiago, 30 de julio de 1888 - ibídem, 11 de noviembre de 1958) fue un político liberal chileno, que se desempeñó como ministro de Estado durante las presidencias de Juan Luis Sanfuentes y Gabriel González Videla.

## Familia y estudios
Fue hijo del presidente Germán Riesco Errázuriz y de su esposa, su prima María Errázuriz Echaurren. Se casó con Rosa Barceló Pinto, quien era hija a su vez del militar Jorge Barceló Lira (hijo del político José María Barceló Carvallo), y de Rosa Pinto Cruz. El matrimonio no tuvo hijos.
Se graduó de abogado de la Universidad de Chile el 21 de abril de 1910.

## Vida política
Miembro del Partido Liberal (PL) de la corriente «unionista», aunque vivió relativamente alejado de la política; fue elegido diputado por Rancagua en mayo de 1924, desempeñándose en ese cargo hasta el golpe de Estado de septiembre de ese año.
Ejerció como ministro de Guerra y de Marina (actual ministerio de Defensa Nacional), designado por el presidente de la República Juan Luis Sanfuentes entre 1919 y 1920, y luego fue nombrado ministro de Relaciones Exteriores entre 1948 y 1950, en el gobierno del presidente radical Gabriel González Videla.

## Obra escrita
- Riesco, Germán Ignacio (1950). Presidencia de Riesco: 1901-1906. Santiago de Chile: Imprenta Nascimiento.